# Ирха, Сергей Витальевич
Сергей Витальевич Ирха (бел. Сяргей Вітальевіч Ірха; 25 марта 1986, Гродно, Белорусская ССР) — белорусский футболист, полузащитник.

## Карьера

### Клубная карьера
Начал карьеру в мозырьской «Славии», после выступал в различных клубах. С 2009 по 2010 играл за литовский «Таурас», а в 2011 перешёл в жодинское «Торпедо-БелАЗ», за которое забил первый гол в чемпионате Беларуси 2011.
В начале 2012 вернулся в «Славию-Мозырь». В сезоне 2012 уверенно играл во основе. В следующем сезоне также продолжил играть за «Славию». В апреле 2013 получил травму, из-за которой выбыл до июля 2013. После вернулся в основу команды, но не смог спасти мозырьский клуб от вылета в Первую лигу.
В марте 2014 подписал контракт с «Витебском».
В январе 2015 года покинул «Витебск» и направился на просмотр в гродненский «Неман», но он не подошёл клубу. Вскоре принял решение о завершении карьеры.

### В сборной
В 2005—2006 годах играл за молодёжную сборную Беларуси.

## Статистика выступлений
| Сезон    | Дивизион | Клуб          | Страна        | Матчи | Голы |
| -------- | -------- | ------------- | ------------- | ----- | ---- |
| 2002     | Д1       | Славия        | Флаг Беларуси | 3     | 0    |
| 2003     | Д1       | Славия        | Флаг Беларуси | 8     | 0    |
| 2004     | Д1       | Славия        | Флаг Беларуси | 22    | 1    |
| 2005     | Д1       | Торпедо       | Флаг Беларуси | 23    | 3    |
| 2006 (1) | Д1       | Торпедо       | Флаг Беларуси | 13    | 0    |
| 2006 (2) | Д1       | Локомотив     | Флаг Беларуси | 10    | 1    |
| 2007     | Д1       | Витебск       | Флаг Беларуси | 22    | 1    |
| 2008     | Д1       | Витебск       | Флаг Беларуси | 15    | 1    |
| 2009 (1) | Д1       | Сморгонь      | Флаг Беларуси | 9     | 0    |
| 2009 (2) | Д1       | Таурас        | Флаг Литвы    | 15    | 3    |
| 2010     | Д1       | Таурас        | Флаг Литвы    | 25    | 3    |
| 2011     | Д1       | Торпедо-БелАЗ | Флаг Беларуси | 26    | 5    |
| 2012     | Д1       | Славия-Мозырь | Флаг Беларуси | 26    | 1    |
| 2013     | Д1       | Славия-Мозырь | Флаг Беларуси | 19    | 2    |
| 2014     | Д2       | Витебск       | Флаг Беларуси | 26    | 1    |